# Пилки (деревня)
Пилки (бел. Пілкі) — деревня в Гудевичском сельсовете Мостовского района Гродненской области Республики Беларусь.

## География
Расположена в 6 км от Гудевичей, в 18 км к западу от города Мосты и в 42 км к юго-востоку от Гродно. Ближайшая ж/д станция Черлёна в 12 км от деревни. Расположена на реке Стружка.

## История
Впервые упоминается в XVI веке. В XIX — нач. XX века деревня Гудзевичской волости Гродненского уезд Гродненской губерний Российской империи. С 1921 года в составе Польши, в Гродненском повете. В 1939 году отошла к БССР. Во время ВОВ на фронте воевали 17 жителей, 8 из них погибли.

## Демография
- 1905 год — 211 чел.
- 1959 год — 205 чел.
- 1970 год — 242 чел.
- 2001 год — 202 чел., 82 дома[1].
- 2009 год — 151 чел.
- 2018 год — 114 чел.

## Инфраструктура
В деревне работает фельдшерско-акушерский пункт. Есть магазин.